# Symphyllia
Symphyllia es un género con tres especies de plantas con flores perteneciente a la familia Euphorbiaceae. 
Está considerado un sinónimo del género Epiprinus

## Especies seleccionadas
- Symphyllia mallotiformis
- Symphyllia siletiana
- Symphyllia silhetense

- Datos: Q42906918
- Especies: Symphyllia (Euphorbiaceae)